# Riu Síbaris
El riu Síbaris (en llatí Sybaris, en grec antic Σύθαρις), modern Coscile, era un riu de la Magna Grècia proper a la ciutat de Síbaris que va agafar el nom d'aquest riu. El riu portava el nom d'una font d'Acaia (a Bura), segons diu Estrabó.
L'aigua que portava tenia la propietat, segons alguns autors, de tornar tímids els cavalls que hi bevien. Era un riu de certa importància que naixia a Murano i rebia alguns afluents menors fins que s'unia al riu Crati.